# Dendrobium carrii
Dendrobium carrii är en orkidéart som beskrevs av Herman Montague Rucker Rupp och Cyril Tenison White. Dendrobium carrii ingår i släktet Dendrobium, och familjen orkidéer.
Artens utbredningsområde är Queensland. Inga underarter finns listade i Catalogue of Life.